# 相沢夢
相沢 夢（あいざわ ゆめ、1984年5月3日 - ）は、日本の元AV女優、元ストリッパー。

## 略歴
2002年にAVデビュー。主に企画系の作品を中心に活躍するロリ系の企画女優。趣味はショッピング。
2004年からは大阪東洋ショー所属のストリッパーとしても活躍。2006年8月まで活動した。

## 作品

### アダルトビデオ
単体作品
- 桃っ娘 39（2003年1月17日、桃太郎映像出版）
- ロリータ飼育ゲーム（2003年4月5日、アイエナジー）
- Two★Pieces 3（2003年9月19日、桃太郎映像出版）…共演:沢口樹里亜
- アナル拷問 7（2003年12月4日、ディープス）
- 真正中出しプリンセス 2 相沢夢 〜パイパンロリータいけいけ中出し連続発射!〜（2005年12月30日、モブスターズ）
- コスプレ汚辱18（シャトルジャパン）
- 完全中出し受精3連発（プレステージ）
- ToripleExtasy（麒麟堂）
- 連続 中出し絶頂 Vol.3（Rebirth the MAX）

共演・オムニバス作品
- VIRGIN MOVE #03（2002年11月20日、ドリームチケット）
- デカパイ5人娘453cm（2003年2月14日、LEO）
- 全編撮り下ろし 強制120分スペクタクル（2003年5月4日、アイエナジー）
- 女子校生と温泉に行こう!（2003年5月15日、 ネクストイレブン）
- 巨乳女子校生4時間スペシャル（2003年5月23日、ケイ・エム・プロデュース）
- ぶっかけ中出しアナルFUCK! DX（2003年6月1日、MOODYZ）[1]
- 遊郭秘姦伝 花魁道中 前編（2003年6月5日、アイエナジー）
- ぼくの美しい人 美乳お姉さんの秘密痴態教えてあげる...（2003年6月15日、ホットエンターテイメント）
- センチメンタル女子校生グラフティ ぶるみず 2（2003年6月27日、ビッグモーカル）
- 遊郭秘潤外伝 遊郭秘潤外伝 花魁道中 後編（2003年7月5日、アイエナジー）
- 24人のカリスマアイドル3（2003年7月25日、ケイ・エム・プロデュース）
- 8人の眠り姫たち 前編（2003年8月3日、アイエナジー）
- 8人の眠り姫たち 後編（2003年9月5日、アイエナジー）
- ザーメン監禁三姉妹（2003年9月19日、SODクリエイト）
- キン○マ嬲りの虜になった私達 2 〜女子高生編〜（2003年10月4日、SODクリエイト）
- 撮影現場からGET!! vol.3 〜本気SEX〜　マジいかされました（2003年10月10日、桃太郎映像出版）
- GOKAN（2003年11月8日、アタッカーズ）[2]
- 美少女4時間10人斬り 「未公開作品」（2003年12月18日 アイエナジー）
- 生好き戦隊　ナマレンジャー（2004年2月21日、V&Rプロダクツ）
- アナルFUCK BEST2（2004年4月15日、MOODYZ）他7名出演[1]
- 中出しマ○コにカメラ入れちゃいました （2004年4月17日、V&Rプロダクツ）
- ぶっかけ中出しアナルファックBEST2（2005年7月13日、MOODYZ）[1]
- 女子校生×制服×痴漢（2004年7月21日、ビデオバンク）
- 限界露出 2 vol.2（2005年10月、アウトドア）
- 変態よいこ保育園（2005年11月19日、クロス）
- Moodyzファン感謝祭　バコバコバスツアー2006（2006年3月13日、MOODYZ）
- エロエロパーティ（2007年4月25日、しのだプロジェクト）
- バコバス2006&2007特別編 （2007年7月13日、MOODYZ）
- レズビアンストーリー01 秘密 （アウダースジャパン）

### パシフィックガールズ
- 第183弾　相沢夢ちゃん18才股間娘